# The Masked Singer (Vereinigte Staaten)/Staffel 10
Die zehnte Staffel der US-amerikanischen Musikshow The Masked Singer wurde vom 10. September bis zum 20. Dezember 2023 auf Fox ausgestrahlt. Moderiert wurde sie von Nick Cannon. Das Rateteam bestand wie in den vorherigen neun Staffeln aus dem Sänger Robin Thicke, der Moderatorin Jenny McCarthy, dem Schauspieler Ken Jeong sowie der Sängerin Nicole Scherzinger. Sieger wurde Ne-Yo als Cow.

## Rateteam
| Folge | Ständige Mitglieder | Ständige Mitglieder | Ständige Mitglieder | Ständige Mitglieder |
| ----- | ------------------- | ------------------- | ------------------- | ------------------- |
| 1     | Robin Thicke        | Jenny McCarthy      | Ken Jeong           | Nicole Scherzinger  |
| 2     | Robin Thicke        | Jenny McCarthy      | Ken Jeong           | Nicole Scherzinger  |
| 3     | Robin Thicke        | Jenny McCarthy      | Ken Jeong           | Nicole Scherzinger  |
| 4     | Robin Thicke        | Jenny McCarthy      | Ken Jeong           | Nicole Scherzinger  |
| 5     | Robin Thicke        | Jenny McCarthy      | Ken Jeong           | Nicole Scherzinger  |
| 6     | Robin Thicke        | Jenny McCarthy      | Ken Jeong           | Nicole Scherzinger  |
| 7     | Robin Thicke        | Jenny McCarthy      | Ken Jeong           | Nicole Scherzinger  |
| 8     | Robin Thicke        | Jenny McCarthy      | Ken Jeong           | Nicole Scherzinger  |
| 9     | Robin Thicke        | Jenny McCarthy      | Ken Jeong           | Nicole Scherzinger  |
| 10    | Robin Thicke        | Jenny McCarthy      | Ken Jeong           | Nicole Scherzinger  |
| 11    | Robin Thicke        | Jenny McCarthy      | Ken Jeong           | Nicole Scherzinger  |

David Spade (Folge 1), Antonio Gates und DeSean Jackson (Folge 2), Lance Bass und die Schauspielerin Kate Flannery (Folge 3), die Figuren Poppy und Branch aus Trolls (Folge 7), The Trammps (Folge 8) sowie die frühere Teilnehmerin Kelly Osbourne (Folge 9) hatten Gastauftritte, ohne Mitglied im Rateteam zu sein. Daneben sangen die ehemaligen Kandidaten Le’Veon Bell (Episode 2), Jewel (Episode 3), Adrienne Houghton (Episode 5), Taylor Dayne (Episode 8), Bret Michaels (Episode 9) und Hunter Hayes (Episode 10) in den jeweiligen Folgen je ein Lied.

## Teilnehmer

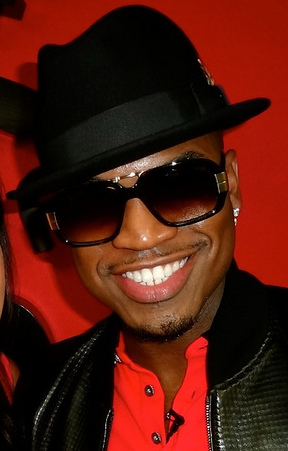
Ne-Yo, Gewinner der zehnten Staffel

Laut Fox wurden die Kandidaten zusammen 33 mal für den Grammy nominiert und erhielten 40 Medaillen bei nicht näher genannten Wettbewerben. Ferner wurden sieben von ihnen in einer Hall of Fame aufgenommen, drei erhielten daneben Auszeichnungen für ihr Lebenswerk.
Fox gab am 14. August 2023 eine Spezialfolge als erste Episode der Staffel bekannt. Diese wurde am 10. September nach einem NFL-Doubleheader ausgestrahlt. In der Folge sangen die früheren Kandidaten Michelle Williams und Rumer Willis, Joey Fatone und Bow Wow sowie Victor Oladipo und Barry Zito in Zweierpaaren je ein Duett, zudem trat ein Spezialgast auf. Danach lief die Staffel wie ursprünglich angekündigt ab dem 27. September einmal wöchentlich auf dem Sender. Am 30. August wurde das Spezialkostüm Anonymouse offiziell präsentiert und in der Episode als Demi Lovato enthüllt.
Für die zehnte Staffel werden mehrere Aspekte aus vorherigen Staffeln übernommen. So waren die insgesamt 16 Teilnehmer erneut in drei Gruppen aufgeteilt. Wie in der fünften und sechsten Staffel kam pro Gruppe ein Wildcard-Kandidat hinzu. Dieser konnte den Platz eines bereits aufgetretenen Kandidaten einzunehmen, wenn er mehr Stimmen erhielt. Zudem wurde wieder die Ding Dong Keep It On Bell eingesetzt. Mit dieser hat das Rateteam seit der neunten Staffel die Möglichkeit, mehrere der eigentlich bereits ausgeschiedenen Teilnehmer vor der Demaskierung bewahren. Allerdings konnte die Glocke im Gegensatz zur vorherigen Staffel in der zehnten nur einmal im Halbfinale betätigt werden. Jeong entschied sich, sie zur „Rettung“ der Kandidatin Gazelle einzusetzen.
| Platz | Kostüm                             | Person                 | Bekannt als                                 | Aus in Folge | Quelle |
| ----- | ---------------------------------- | ---------------------- | ------------------------------------------- | ------------ | ------ |
| 1     | Cow (Kuh)                          | Ne-Yo                  | Sänger                                      | 11           | [ 28 ] |
| 2     | Donut                              | John Schneider         | Schauspieler                                | 11           | [ 29 ] |
| 3     | Gazelle G                          | Janel Parrish          | Schauspielerin                              | 11           | [ 30 ] |
| 4     | Sea Queen WC (Meereskönigin)       | Macy Gray              | Sängerin                                    | 11           | [ 31 ] |
| 5     | Candelabra (Armleuchter)           | Keyshia Cole           | Sängerin                                    | 10           | [ 32 ] |
| 6     | Anteater (Ameisenbär)              | John Oates             | Musikproduzent, Sänger                      | 10           | [ 33 ] |
| 7     | Tiki                               | Sebastian Bach         | Sänger                                      | 9            | [ 34 ] |
| 8     | Husky                              | Ginuwine               | Sänger                                      | 9            | [ 35 ] |
| 9     | S’More                             | Ashley Parker Angel    | Sänger                                      | 8            | [ 36 ] |
| 10    | Cuddle Monster WC (Kuschelmonster) | Metta Sandiford-Artest | Basketballspieler                           | 7            | [ 37 ] |
| 11    | Hibiscus (Hibiskus)                | Luann de Lesseps       | Sängerin, Schauspielerin, TV-Persönlichkeit | 6            | [ 38 ] |
| 12    | Hawk (Habicht)                     | Tyler Posey            | Musiker, Schauspieler                       | 5            | [ 39 ] |
| 13    | Royal Hen (Königliche Henne)       | Billie Jean King       | Tennisspielerin                             | 4            | [ 40 ] |
| 14    | Pickle WC (Essiggurke)             | Michael Rapaport       | Komiker, Schauspieler                       | 3            | [ 41 ] |
| 15    | Diver (Taucher)                    | Tom Sandoval           | Schauspieler, TV-Persönlichkeit             | 2            | [ 42 ] |
| 16    | Rubber Ducky (Quietscheentchen)    | Anthony Anderson       | Komiker, Schauspieler                       | 1            | [ 43 ] |

Anderson war mehrere Jahre vor seiner Teilnahme in einer Folge der zweiten Staffel Gastmitglied im Rateteam. Zudem trat de Lesseps in einer Episode der neunten Staffel als Hinweisgeberin auf. Daneben erreichte Ne-Yo zuvor in der zweiten Staffel der britischen Version als Badger den zweiten Platz, Gray in der dritten Staffel der australischen Version als Atlantis den sechsten.
Mehrere Kandidaten sangen nach ihrer Demaskierung nicht wie bei The Masked Singer sonst üblich ein vorher dargebotenes Lied, sondern ein eigenes. Das waren De Lesseps (Money Can’t Buy You Class), Angel (All or Nothing seiner ehemaligen Band O-Town), Ginuwine (Pony), Bach (Youth Gone Wild der Gruppe Skid Row, der er früher angehörte), Gray (I Try) und Ne-Yo (Miss Independent).

## Folgen
|   | Kostüm                                             | Lied, Originalinterpret                                   |
| - | -------------------------------------------------- | --------------------------------------------------------- |
| 1 | Anonymouse                                         | What About Love – Toronto                                 |
| 2 | Rumer Willis & Michelle Williams 1                 | (You Make Me Feel Like) A Natural Woman – Aretha Franklin |
| 3 | Nicole Scherzinger & Victor Oladipo & Barry Zito 1 | Meant to Be – Bebe Rexha feat. Florida Georgia Line       |
| 4 | Joey Fatone & Bow Wow 1                            | ABC – The Jackson Five                                    |
| 5 | Nicole Scherzinger 1                               | Purple Rain – Prince                                      |

|   | Kostüm       | Lied, Originalinterpret                 | Ergebnis      | Indizien-Gegenstand                          |
| - | ------------ | --------------------------------------- | ------------- | -------------------------------------------- |
| 1 | Gazelle      | Uninvited – Alanis Morissette           | Gewonnen      | Schallplatte mit Aufschrift movie soundtrack |
| 2 | Diver        | Any Way You Want It – Journey           | Gewonnen      | Zeitschriften-Titelblatt                     |
| 3 | S’More       | Slow Hands – Niall Horan                | Gewonnen      | Filmrolle                                    |
| 4 | Rubber Ducky | Come On Eileen – Dexys Midnight Runners | Ausgeschieden | Autogramm mit Aufschrift The Duckys          |
| 5 | Cow          | Bones – Imagine Dragons                 | Gewonnen      | Kinokarte                                    |

|   | Kostüm         | Lied, Originalinterpret                               | Ergebnis      |                                                           |
|   | Le’Veon Bell 1 | I Gotta Feeling – The Black Eyed Peas                 | –             |                                                           |
|   |                |                                                       |               | Indizien-Gegenstand                                       |
| 1 | Cow            | Treasure – Bruno Mars                                 | Gewonnen      | Steppschuhe                                               |
| 2 | Diver          | I Ain’t Worried – OneRepublic                         | Ausgeschieden | Footballfan mit lila-weißer Perücke und Kreuz-Brusttattoo |
| 3 | Gazelle        | The One That Got Away – Katy Perry                    | Gewonnen      | Football mit Aufschrift villain                           |
| 4 | S’More         | Moves like Jagger – Maroon 5 feat. Christina Aguilera | Gewonnen      | Orange                                                    |
| 5 | Pickle         | Pinball Wizard – The Who                              | Gewonnen      | On Air-Leuchte auf einem Grill                            |

|           | Kostüm  | Lied, Originalinterpret               | Ergebnis      |                        |
|           | Jewel 1 | Standing Still – Jewel                | –             |                        |
|           |         |                                       |               | Indizien-Gegenstand    |
| 1         | Pickle  | Beverly Hills – Weezer                | Vielleicht    | Gürkchen mit Perücken  |
| 2         | Gazelle | Lucky – Britney Spears                | Gewonnen      | DVD                    |
| 3         | S’More  | Hey There Delilah – Plain White T’s   | Vielleicht    | USA-Landkarte          |
| 4         | Cow     | Cry Me a River – Justin Timberlake    | Gewonnen      | Moooosical-Transparent |
| Smackdown |         |                                       |               |                        |
| 5         | Pickle  | Sugar, We’re Goin Down – Fall Out Boy | Ausgeschieden |                        |
| 6         | S’More  | Sugar, We’re Goin Down – Fall Out Boy | Gewonnen      |                        |

|           | Kostüm         | Elton-John-Lied                       | Ergebnis      |                                           |
|           | Robin Thicke 1 | Tiny Dancer                           | –             |                                           |
|           |                |                                       |               | Indiz                                     |
| 1         | Hawk           | Saturday Night’s Alright for Fighting | Vielleicht    | Foto von Miley Cyrus                      |
| 2         | Husky          | Bennie and the Jets                   | Gewonnen      | Mann auf Rakete                           |
| 3         | Royal Hen      | Philadelphia Freedom                  | Vielleicht    | Herz mit Medaille                         |
| 4         | Tiki           | Goodbye Yellow Brick Road             | Gewonnen      | I Guess That’s Why They Call It the Blues |
| Smackdown |                |                                       |               |                                           |
| 5         | Royal Hen      | Don’t Go Breaking My Heart 2          | Ausgeschieden |                                           |
| 6         | Hawk           | Don’t Go Breaking My Heart 2          | Gewonnen      |                                           |

|           | Kostüm              | Lied, Originalinterpret                           | Ergebnis      |                   |
|           | Adrienne Houghton 1 | I Put a Spell on You – Screamin’ Jay Hawkins      | –             |                   |
|           |                     |                                                   |               | Harry Potter-Haus |
| 1         | Tiki                | Magic – Pilot                                     | Vielleicht    | Gryffindor        |
| 2         | Husky               | Super Freak – Rick James                          | Gewonnen      | Hufflepuff        |
| 3         | Hawk                | Every Little Thing She Does Is Magic – The Police | Vielleicht    | Ravenclaw         |
| 4         | Sea Queen           | Love Potion No. 9 – The Clovers                   | Gewonnen      | Slytherin         |
| Smackdown |                     |                                                   |               |                   |
| 5         | Tiki                | Monster – Lady Gaga                               | Gewonnen      |                   |
| 6         | Hawk                | Monster – Lady Gaga                               | Ausgeschieden |                   |

|           | Kostüm     | Lied, Originalinterpret              | Ergebnis      |                                   |
|           |            |                                      |               | Indizien-Lied                     |
| 1         | Donut      | Hooked on a Feeling – B. J. Thomas   | Gewonnen      | How Bizzare – OMC                 |
| 2         | Hibiscus   | It’s Raining Men – The Weather Girls | Vielleicht    | I’m Too Sexy – Right Said Fred    |
| 3         | Anteater   | Walking in Memphis – Marc Cohn       | Vielleicht    | Somebody’s Watching Me – Rockwell |
| 4         | Candelabra | 1 Thing – Amerie                     | Gewonnen      | Two Princes – Spin Doctors        |
| Smackdown |            |                                      |               |                                   |
| 5         | Anteater   | Mickey – Racey                       | Gewonnen      |                                   |
| 6         | Hibiscus   | Mickey – Racey                       | Ausgeschieden |                                   |

|           | Kostüm           | Lied, Originalinterpret                              | Ergebnis      |                                   |
|           | Poppy & Branch 1 | Better Place – *NSYNC                                | –             |                                   |
|           |                  |                                                      |               | Indizien-Gegenstand               |
| 1         | Anteater         | I Want It That Way – Backstreet Boys                 | Vielleicht    | Hall of Fame-Plakette             |
| 2         | Candelabra       | All My Life – K-Ci & JoJo                            | Gewonnen      | Teetassen mit Aufschrift real tea |
| 3         | Donut            | I Do (Cherish You) – Mark Wills                      | Gewonnen      | Konfetti                          |
| 4         | Cuddle Monster   | You Got It (The Right Stuff) – New Kids on the Block | Vielleicht    | Leuchtglobus mit Aufschrift champ |
| Smackdown |                  |                                                      |               |                                   |
| 5         | Cuddle Monster   | Can’t Stop the Feeling! – Justin Timberlake          | Ausgeschieden |                                   |
| 6         | Anteater         | Can’t Stop the Feeling! – Justin Timberlake          | Gewonnen      |                                   |

|           | Kostüm         | Lied, Originalinterpret                               | Ergebnis      |                                    |
|           | The Trammps 1  | Disco Inferno – The Trammps                           | –             |                                    |
|           |                |                                                       |               | Indizien-Gegenstand                |
| 1         | S’More         | That’s the Way (I Like It) – KC and the Sunshine Band | Ausgeschieden | Schlüssel                          |
| 2         | Cow            | Ring My Bell – Anita Ward                             | Gewonnen      | Schild mit Aufschrift husband      |
| 3         | Gazelle        | On the Radio – Donna Summer                           | Gewonnen      | Schild mit Aufschrift island vibes |
|           |                |                                                       |               |                                    |
|           | Taylor Dayne 1 | I Will Survive – Gloria Gaynor                        | –             |                                    |
| Smackdown |                |                                                       |               |                                    |
| 5         | Gazelle        | I Will Survive – Gloria Gaynor                        | Glocke        |                                    |
| 6         | Cow            | I Will Survive – Gloria Gaynor                        | Gewonnen      |                                    |

|           | Kostüm          | Lied, Originalinterpret          | Ergebnis      |                                  |
|           |                 |                                  |               | Indizien-Gegenstand              |
| 1         | Tiki            | I Was Made for Lovin’ You – Kiss | Gewonnen      | E-Gitarre mit Aufschrift Japan   |
| 2         | Husky           | Always – Bon Jovi                | Ausgeschieden | In Flammen stehendes wild-Tattoo |
| 3         | Sea Queen       | To Be with You – Mr. Big         | Gewonnen      | Pflaster mit Aufschrift co-star  |
|           |                 |                                  |               |                                  |
|           | Bret Michaels 1 | Nothin’ But a Good Time – Poison | –             |                                  |
| Smackdown |                 |                                  |               |                                  |
| 5         | Tiki            | Nothin’ But a Good Time – Poison | Ausgeschieden |                                  |
| 6         | Sea Queen       | Nothin’ But a Good Time – Poison | Gewonnen      |                                  |

|           | Kostüm         | Lied, Originalinterpret               | Ergebnis      |
| --------- | -------------- | ------------------------------------- | ------------- |
| 1         | Candelabra     | I’m Going Down – Rose Royce           | Gewonnen      |
| 2         | Anteater       | Johnny B. Goode – Chuck Berry         | Ausgeschieden |
| 3         | Donut          | Georgia on My Mind – Hoagy Carmichael | Gewonnen      |
|           |                |                                       |               |
|           | Hunter Hayes 1 | Wanted – Hunter Hayes                 | –             |
| Smackdown |                |                                       |               |
| 5         | Donut          | Wanted – Hunter Hayes                 | Gewonnen      |
| 6         | Candelabra     | Wanted – Hunter Hayes                 | Ausgeschieden |

|                   | Kostüm     | Lied, Originalinterpret               | Ergebnis      |
| ----------------- | ---------- | ------------------------------------- | ------------- |
|                   | Finalisten | What I Like About You – The Romantics | —             |
|                   |            |                                       |               |
| 1                 | Cow        | Rhythm Nation – Janet Jackson         | Gewonnen      |
| 2                 | Gazelle    | Chasing Cars – Snow Patrol            | Dritter Platz |
| 3                 | Sea Queen  | Rescue Me – Fontella Bass             | Vierter Platz |
| 4                 | Donut      | You Are So Beautiful – Billy Preston  | Gewonnen      |
| Zweiter Durchgang |            |                                       |               |
| 5                 | Donut      | Drift Away – John Henry Kurtz         | Zweiter Platz |
| 6                 | Cow        | Take a Bow – Rihanna                  | Gewinner      |

## Einschaltquoten
| Folge        | Datum         | Live      | Live                | Quelle |
| Folge        | Datum         | Zuschauer | Rating/Share(18–49) | Quelle |
| ------------ | ------------- | --------- | ------------------- | ------ |
| Spezialfolge | 10. Sep. 2023 | 3,98 Mio. | 0,9/7               | [ 54 ] |
| 1            | 27. Sep. 2023 | 3,22 Mio. | 0,5/6               | [ 55 ] |
| 2            | 4. Okt. 2023  | 3,51 Mio. | 0,5/6               | [ 56 ] |
| 3            | 11. Okt. 2023 | 3,25 Mio. | 0,4/4               | [ 57 ] |
| 4            | 18. Okt. 2023 | 3,56 Mio. | 0,5/5               | [ 58 ] |
| 5            | 25. Okt. 2023 | 3,54 Mio. | 0,5/5               | [ 59 ] |
| 6            | 8. Nov. 2023  | 3,15 Mio. | 0,4/4               | [ 60 ] |
| 7            | 15. Nov. 2023 | 3,31 Mio. | 0,4/5               | [ 61 ] |
| 8            | 29. Nov. 2023 | 2,91 Mio. | 0,4/4               | [ 62 ] |
| 9            | 6. Dez. 2023  | 3,20 Mio. | 0,4/4               | [ 63 ] |
| 10           | 13. Dez. 2023 | 2,98 Mio. | 0,4/4               | [ 64 ] |
| 11           | 20. Dez. 2023 | 3,76 Mio. | 0,5/6               | [ 65 ] |